# Anton Jörgen Andersen
Anton Jørgen Andersen (en suédois: Anton Jörgen Andersen), né le 10 octobre 1845 et mort le 9 septembre 1926, est un compositeur et violoncelliste norvégien.

## Biographie
Anton Jørgen Andersen naît à Kristiansand. Il est élève en contrepoint de Johan Lindegren (1842-1908), théoricien suédois de la musique et éditeur de livres de cantiques. Andersen est violoncelliste dans les orchestres de théâtre de Trondheim et de Kristiania (aujourd'hui Oslo).
En 1871, Andersen travaille au Royal Court Orchestra (Kungliga Hovkapellet) à Stockholm. Il devint le premier violoncelliste et violoniste de l'orchestre de la cour à Stockholm (kammarmusikus i hovkapellet) en 1876. De 1876 à 1911, Andersen enseigne le violoncelle et la contrebasse au Conservatoire de Stockholm, où il est nommé professeur en 1912. En 1882, il devient membre de l'Académie royale suédoise de musique (Kungliga Musikaliska Akademien).
Ses compositions comprennent une sonate pour violoncelle (1877), une pièce de concert pour violoncelle et contrebasse et cinq symphonies (dont une pour 14 violoncelles et 3 contrebasses), ainsi que des pièces pour piano et des chansons pour chœur d'hommes.